# Carybdea marsupialis
Carybdea marsupialis o cutimanya és una cubozou pertanyent a la família dels Carybdeidae.
Aquest cubozou, de forma cúbica, posseeix una ombrel·la de quatre cares d'una alçada que no passa dels 4 centímetres i l'àpex de la qual és aplanada i sensiblement còncau. A la base, quatre peus són fixats als racons a l'extrem dels quals hi ha empeltats tentacles rodons, simples, espessos, de superfície anellada, lleugerament retràctils, que poden fer fins a 40 centímetres en extensió. Són poc urticants per als individus situats a les aigües mediterrànies.
És una de les meduses que es poden trobar al litoral català, tot i que molt rarament.